# アメリカ標準規格
アメリカ標準規格(American Standards Association, ASA)は、1928年にAmerican Engineering Standards Committee（AESC）より改名されたアメリカ合衆国の工業における標準化組織で、1966年に発展解消した。現在では、ANSI(アメリカ規格協会)が取り纏めている。

## 写真フィルム感度の単位
日本においては、写真フィルムの感度を示す単位がよく知られていた。のちにISO感度としてドイツのDIN規格と統合されたが、値の表記は両者のものが引き継がれている。